# سانتياغو دي الكنتارا
بلدية شنت ياقب القنطرة أو (نقحرة: سانتياغو دي الكنتارا) (بالإسبانية: Santiago de Alcántara)‏، هي بلدية تقع في مقاطعة قصرش والتي تقع في منطقة إكستريمادورا، غرب إسبانيا.
يبلغ عدد سكانها 741 نسمة وفقاً لإحصائية سنة (2002).